# Reshad de Gerus

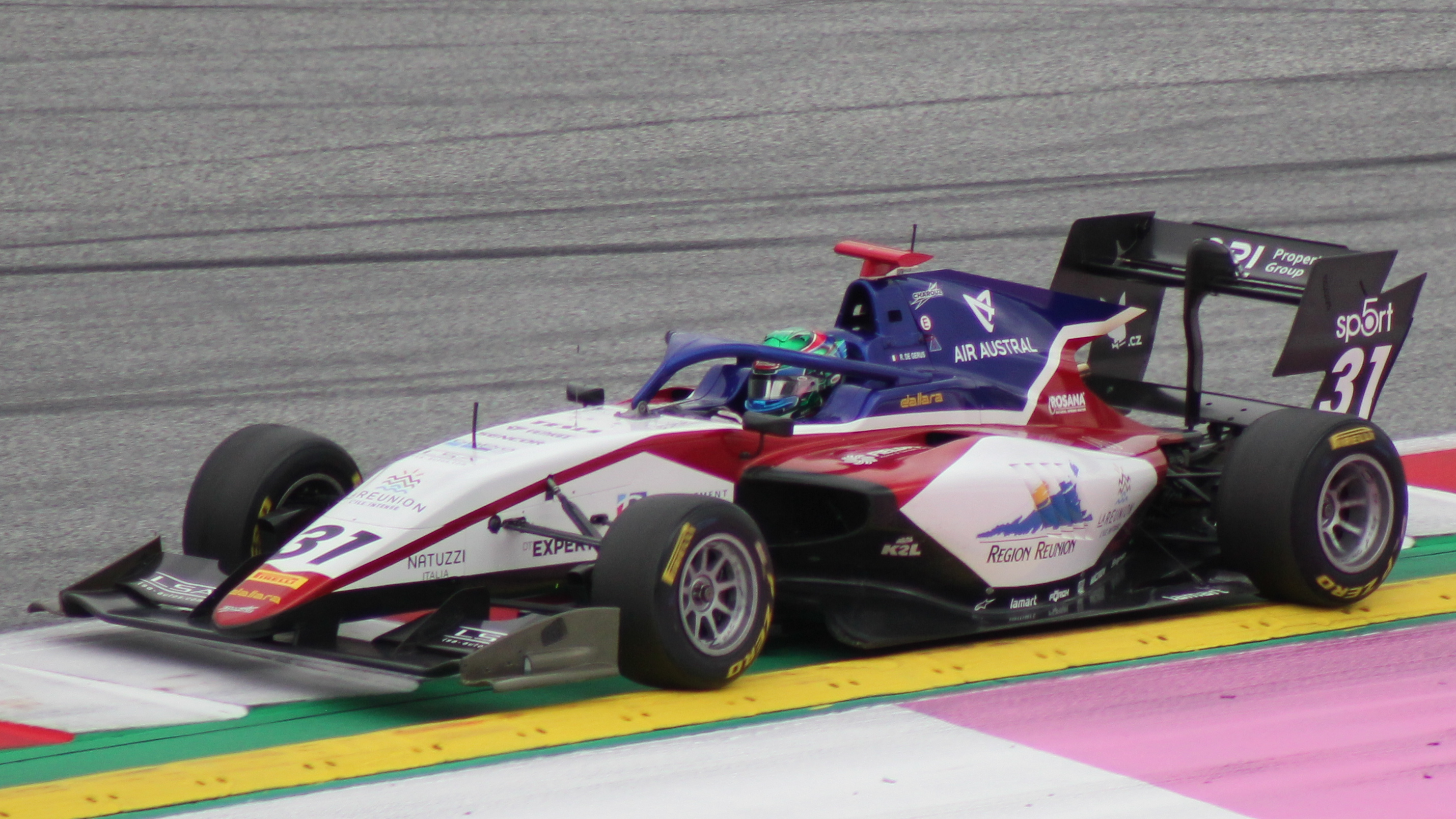
Reshad de Gerus 2021 beim Formel-3-Rennen auf dem Red Bull Ring

Reshad de Gerus (* 1. Juli 2003 in Sainte-Mari) ist ein französischer Autorennfahrer.

## Karriere als Rennfahrer
Reshad de Gerus kam auf der im Indischen Ozean gelegenen Insel Réunion zur Welt, einem Übersee-Département der französischen Republik und ist damit automatisch französischer Staatsbürger. Nach Anfängen im Kartsport startete er 2018 in der französischen Formel-4-Meisterschaft und wurde hinter Théo Pourchaire Zweiter in der Junior-Wertung. Die folgende Saison brachte erneut den zweiten Endrang, diesmal in der allgemeinen Klasse.
Nach einem Rennjahr in der FIA-Formel-3-Meisterschaft, wechselte er 2022 in den GT-Sport. Er startete in der European Le Mans Series und gab mit dem 52. Gesamtrang sein Debüt beim 24-Stunden-Rennen von Le Mans.

## Statistik

### Le-Mans-Ergebnisse
| Jahr | Team               | Fahrzeug | Teamkollege     | Teamkollege    | Platzierung | Ausfallgrund |
| ---- | ------------------ | -------- | --------------- | -------------- | ----------- | ------------ |
| 2022 | Duqueine Team      | Oreca 07 | Richard Bradley | Memo Rojas     | Rang 52     |              |
| 2023 | Cool Racing        | Oreca 07 | Vladislav Lomko | Simon Pagenaud | Ausfall     | Unfall       |
| 2024 | IDEC Sport         | Oreca 07 | Paul Lafargue   | Job van Uitert | Rang 17     |              |
| 2025 | Iron Lynx – Proton | Oreca 07 | Macéo Capietto  | Jonas Ried     | Rang 21     |              |

### Einzelergebnisse in der FIA-Langstrecken-Weltmeisterschaft
| Saison | Team             | Rennwagen | 1   | 2   | 3   | 4   | 5   | 6   | 7   | 8   |
| ------ | ---------------- | --------- | --- | --- | --- | --- | --- | --- | --- | --- |
| 2022   | Dupeine Team     | Oreca 07  | SEB | SPA | LEM | MON | FUJ | BAH |     |     |
| 2022   | Dupeine Team     | Oreca 07  | 52  |     |     |     |     |     |     |     |
| 2023   | Cool Racing      | Oreca 07  | SEB | POR | SPA | LEM | MON | FUJ | BAH |     |
| 2023   | Cool Racing      | Oreca 07  | DNF |     |     |     |     |     |     |     |
| 2024   | IDEC Sport       | Oreca 07  | KAT | IMO | SPA | LEM | SAO | AUS | FUJ | BAH |
| 2024   | IDEC Sport       | Oreca 07  | 17  |     |     |     |     |     |     |     |
| 2025   | Iron Lynx Proton | Oreca 07  | KAT | IMO | SPA | LEM | SAO | AUS | FUJ | BAH |
| 2025   | Iron Lynx Proton | Oreca 07  | 21  |     |     |     |     |     |     |     |